# 野黑樱苷
野黑樱苷是一种扁桃腈与葡萄糖形成的糖苷，分子式C14H17NO6，发现于郁李（Prunus japonica）、黑樱桃（Prunus japonica）等植物中。